# Dischizocera brunneinervis
Dischizocera brunneinervis är en tvåvingeart som beskrevs av James 1957. Dischizocera brunneinervis ingår i släktet Dischizocera och familjen vapenflugor.
Artens utbredningsområde är Uganda. Inga underarter finns listade i Catalogue of Life.